# مین ضد نفر کلیمور
مین ضد نفر کلِیمور با نام کامل مین ام۱۸ای۱ کلِیمور (به انگلیسی: M18A1 Claymore mine) یک مین ضد نفر جهت‌دار است که برای ارتش آمریکا در سال ۱۹۶۰ ساخته شد.
مخترع آن نورمن مک‌لود نام این مین را از شمشیر مشهور قرون وسطای اسکاتلندی برگفته است.
برخلاف مین‌های زمینی دیگر این مین دارای چاشنی کنترل از راه دور و جهت‌دار است، به این معنی که برای فعال شدن چاشنی آن نیاز به فرمان از راه دور است تا ساچمه‌های فلزی مین در منطقه مرگ همانند تفنگ ساچمه‌زنی شلیک شوند.
محدوده عمل مین کلیمور یک کمان ۶۰ درجه‌ای با سرعت پرتاب ۱۲۰۰ متربرثانیه و تا فاصله ۱۰۰ متر است و بیشتر در کمین‌ها و همچنین به عنوان وسیله ضدنفوذی در مقابل پیاده‌نظام دشمن استفاده می‌شود. این مین در مواردی هم در مقابل ادوات غیرزرهی نیز استفاده شده‌است.
مین کلیمور در ایران بنام مین «ضدنفر تلویزیونی» نیز شناخته میشود.

## انواع
بسیاری از کشورها مین‌های مشابه را تولید و استفاده کرده‌اند که از این میان می‌توان به مدل‌های: مون-۵۰. مون-۹۰، مون-۱۰۰، مون-۲۰۰ در اتحاد جماهیر شوروی، ام‌آریودی در صربستان، ام‌ای‌پی‌ئی‌دی اف۱ در فرانسه و مینی ام‌اس-۸۰۳ در آفریقای جنوبی اشاره کرد.

## واژه‌نامه
1. ↑  Norman MacLeod
2. ↑  Claymore (great sword)
3. ↑  MON-50
4. ↑  MON-90
5. ↑  MON-100
6. ↑  MON-200
7. ↑  MRUD (Mina Rasprskavajuća Usmerenog Dejstva)
8. ↑  MAPED F1 (France)
9. ↑  Mini MS 803 mine
10. ↑  Shrapnel mine No 2